# Дежкино
Дежкино — село в Мценском районе Орловской области, входит в состав Тельченского сельского поселения.

## География
Село расположено на левом берегу Оки, в 16 км к северо-западу от Мценска.

## История
Время основания деревни Дешкино неизвестно. В Писцовой книге Руцкого стана Белёвского уезда (1627—1631 гг.), в состав которого входила эта территория, сказано, что здесь была слободка «Долгое Болото». В начале XVIII столетия деревня стала селом. В 1734 году здесь строится деревянная церковь во имя Святого Дмитрия Солунского. В 1743 году в селе утверждено Соляное комиссарство. В 1778 году во время административной реформы Екатерины II в составе Орловского наместничества был образован Дешкинский уезд, центром которого был поставлен город Дешкин, образованный из одноимённого села, и пожалован герб (утверждён 16 августа 1781 года) и генеральный план.
В 1797 году уезд был упразднён, а Дешкино преобразовано в село Мценского уезда. Позже название Дешкино сменилось на Дежкино. Последним владельцем села был Брянский Свинский (Свенский) монастырь. В 1764 году монастырские земли реквизировали в пользу государства, и они перешли в Экономическое ведомство. Кирпичную Дмитриевскую церковь, построенную рядом с деревянной, в годы войны взорвали немцы. В силу многих объективных причин город экономически так и не развился, да и село уже почти прекратило своё существование.

## Население
| 2010 |
| ---- |
| 0    |